# Fiodor Kolcow
Fiodor Andriejewicz Kolcow (ros. Фёдор Андре́евич Кольцо́в, ur. w lutym 1898 we wsi Astaszutino w guberni smoleńskiej, zm. 25 kwietnia 1938) – radziecki działacz państwowy i partyjny.

## Życiorys
Od lutego do października 1918 należał do Partii Lewicowych Eserowców, a od października 1918 RKP(b), w latach 1918–1919 był sekretarzem Komitetu Wykonawczego Bielskiej Rady Powiatowej i kierownikiem Bielskiej Powiatowej Inspekcji Robotniczo-Chłopskiej, a w latach 1919–1920 kierownikiem podolskiej gubernialnej inspekcji robotniczo-chłopskiej i przewodniczącym podolskiego gubernialnego komitetu Komsomołu. Od maja 1920 do grudnia 1921 służył w Armii Czerwonej, w latach 1922–1924 ponownie kierował podolską gubernialną inspekcją robotniczo-chłopską, w latach 1924–1925 kierował podolskim gubernialnym oddziałem handlu, w latach 1925–1926 Wydziałem Administracyjno-Organizacyjnym Ludowego Komisariatu Handlu Ukraińskiej SRR, a w latach 1926–1928 kałuskim gubernialnym oddziałem handlu. Od stycznia do lipca 1929 był przewodniczącym kałuskiej gubernialnej komisji planowej, w latach 1929–1930 przewodniczącym Komitetu Wykonawczego Suchiniczskiej Rady Okręgowej, w latach 1930–1931 sekretarzem Komitetu Wykonawczego Zachodniej Rady Obwodowej, a w latach 1931–1932 kierownikiem Zachodniego Obwodowego Oddziału Zaopatrzenia. W latach 1932–1935 był pełnomocnikiem Komitetu ds. Zaopatrzenia w Produkty Rolnicze przy Radzie Komisarzy Ludowych ZSRR na obwód zachodni, od 1935 do kwietnia 1937 pełnomocnikiem tego komitetu na Kraj Kirowski/obwód kirowski, a od kwietnia do września 1937 pełnomocnikiem tego komitetu na Kraj Azowsko-Czarnomorski. We wrześniu-październiku 1937 był przewodniczącym Komitetu Wykonawczego Rostowskiej Rady Obwodowej, a od 5 października 1937 do 15 stycznia 1938 przewodniczącym Komitetu ds. Zaopatrzenia w Produkty Rolnicze przy Radzie Komisarzy Ludowych ZSRR.
18 stycznia 1938 został aresztowany, 25 kwietnia 1938 skazany na śmierć przez Wojskowe Kolegium Sądu Najwyższego ZSRR pod zarzutem udziału w kontrrewolucyjnej organizacji terrorystycznej i rozstrzelany. 27 października 1956 pośmiertnie zrehabilitowany.